# Forat dels Trullolets
El Forat dels Trullolets és una cova del terme de Conca de Dalt, al Pallars Jussà, dins de l'antic terme de Toralla i Serradell, en l'àmbit del poble de Rivert.
Està situat a ponent de Rivert, a la dreta del barranc dels Escarruixos, a migdia de la Solana de les Coves i al sud-est de l'Obac del Conill, en una de les raconades més perdudes i feréstegues de la vall de Rivert.